# For You, and Your Denial
 (mars 2011).
Si vous disposez d'ouvrages ou d'articles de référence ou si vous connaissez des sites web de qualité traitant du thème abordé ici, merci de compléter l'article en donnant les références utiles à sa vérifiabilité et en les liant à la section « Notes et références ».
Singles de Yellowcard
Light Up The Sky
(2007) Hang You Up
(2011)
For You, and Your Denial est le premier single du septième album When You're Through Thinking, Say Yes de Yellowcard.
La chanson a été jouée en concert en novembre 2010. Un clip a été filmé en janvier 2011 et créé en février 2011. Le single a été classé 100 au US Billboard Hot 100.